# Stenomacrus monticola
Stenomacrus monticola là một loài tò vò trong họ Ichneumonidae.